# Oposición (examen)
Oposición es un procedimiento selectivo en el que varias personas concurren para ocupar uno o más puestos en una empresa u organización. La oposición suele constar de varias pruebas (examen tipo test, pruebas psicotécnicas, desarrollo de temas, prueba de mecanografía, ofimática, supuestos prácticos, idiomas, pruebas físicas, entrevistas, etc.) para evaluar la aptitud y capacidad de los aspirantes (opositores). 
La oposición es un procedimiento muy habitual para el ingreso en la Administración. Otros procedimientos de ingreso son: concurso-oposición y concurso.
En el concurso-oposición se integra sucesivamente una fase de oposición y otra de concurso de méritos. En la fase de concurso pueden valorarse los méritos de los candidatos mediante una puntuación proporcionada, que no determinará, en ningún caso, por sí misma el resultado del proceso selectivo. A la puntuación de las pruebas de la oposición se le suman las obtenidas por los méritos del candidato, que pueden ser académicos, por experiencia profesional o idiomas, entre otros que variarán en función de la oposición que se trate. En los procesos de promoción interna se suele utilizar el concurso-oposición.

## Oposiciones públicas
Una oposición pública es el proceso selectivo mediante el cual las Administraciones Públicas incorporan recursos humanos para el desempeño de sus funciones. 
En primer lugar, las Administraciones determinan sus necesidades de personal cada año, lo que se publica con el nombre de "Ofertas de Empleo Público" en los Boletines Oficiales correspondientes. Esta es la razón de que se sepa las convocatorias que va a haber con tanta antelación.
Después, se convoca a los aspirantes a la realización de ciertos exámenes o pruebas. A esta resolución, que igualmente se publica en los Boletines Oficiales, se le llama Convocatoria. 
Las Administraciones están obligadas a elegir a su personal según los principios de igualdad, méritos y capacidad, de ahí que las decisiones tomadas se publiquen en los Boletines Oficiales y se seleccione a los candidatos en función de su nota en este examen.
Los candidatos que aprueban las oposiciones se llaman funcionarios de carrera. En muchos casos, esto significa que tendrán un empleo de por vida y el privilegio de servir a su país.
Las Administraciones públicas una vez finalizado el proceso de oposición disponen de unas listas formadas por aquellos candidatos que se examinaron en las últimas pruebas selectivas al cuerpo específico para el que se opta y no lograron plazas, de forma que realizan llamamientos para acceder como funcionarios interino.

## Modelos de sistemas de oposiciones

### España

##### Historia
En España el modelo de examen para acceso a funciones públicas encuentra precedentes en las pruebas que, ya en el siglo XVI, debían ser superadas para ostentar el cargo de Teniente de Corregidores, según ordenó el rey Felipe II en 1560.
En el siglo XIX se estableció la Función Pública moderna y la regulación legal de los exámenes de acceso a través del Real Decreto de 18 de junio de 1852, bajo el Gobierno de Bravo Murillo, durante el reinado de  Isabel II. Sin embargo no garantizó la inamovilidad en la condición de empleado público, preservando el fenómeno conocido como cesantía. En términos análogos se manifiesta el denominado Estatuto de O'Donnell, aprobado mediante Real Decreto de 4 de marzo de 1866.
La inamovilidad en la condición de empleado público, una vez superada la fase de examen, solo se consagraría con el denominado Estatuto Maura, aprobado mediante Ley de Bases de 22 de julio de 1918, durante el reinado de Alfonso XIII. Solo se dejaría de ser funcionario por motivos disciplinarios, pero no por causa de los vaivenes políticos derivada de la alternancia de partidos al frente del Gobierno. Este esquema quedó definitivamente consagrado en la Ley de Funcionarios Civiles del Estado de 20 de julio de 1963. 

##### Constitución del 78
La Constitución española de 1978 ratifica esta práctica mediante la previsión de acceso a la Función Pública cuando se acrediten los principios de igualdad, mérito y capacidad, según ha tenido ocasión de interpretar el Tribunal Constitucional  y así lo han recogido la Ley 30/1984, de 2 de agosto, de Medidas para la Reforma de la Función Pública y la Ley 7/2007, del 12 de abril, del Estatuto Básico del Empleado Público, derogada por el RDL 5/2015 de 30 de octubre de Texto Refundido del Estatuto Básico del Empleado Público.
Además, la regulación del acceso a la función pública se supedita a los fines de las Administraciones Públicas. A estos efectos, el artículo 103 de la Constitución Española de 1973 establece que la Administración Pública sirve con objetividad los intereses generales y actúa de acuerdo con los principios de eficacia, jerarquía, descentralización, desconcentración y coordinación, con sometimiento pleno a la ley y al Derecho y que los órganos de la Administración del Estado son creados, regidos y coordinados de acuerdo con la ley, lo cual se aplica también a los tribunales de oposiciones y a la forma y manera en que estas se celebran.

### Reino Unido
La introducción de pruebas escritas, abiertas y competitivas para acceder al servicio público británico (Civil Service) se remontan al denominado Informe Northcote-Trevelyan (1854), con el que se pretendía acabar con el problema del clientelismo. Un año después se constituía la Comisión del Servicio Público (Civil Service Commission) y en 1860 un Comité de Selección (Select Committee). El sistema de acceso, desde entonces, sigue descansando sobre la superación de exámenes. Según la Ley de Reforma Constitucional y Gobernanza de 2010, la selección de empleados públicos debe realizarse sobre la base del principio de mérito en competición abierta y justa.

### Francia
En el país galo la introducción de la práctica de un examen para acceso a la función pública se remonta al siglo XIX. Precedente notable fueron las pruebas exigidas, desde 1833, para entrar en el servicio telegráfico. El sistema se generaliza en varios Ministerios, como los de Guerra, Justicia, Obras Públicas y Agricultura y Comercio, desde 1844. La Comisión de Revisión de los Servicios Públicos, constituida en 1871 propuso generalizar el sistema de oposiciones.
Desde 1945, el acceso a los grandes cuerpos de la administración, se produce tras superar unas duras pruebas de acceso y periodo consiguiente de formación en la Escuela Nacional de Administración.

### Alemania
El artículo 33 de la Constitución de Alemania prevé que el acceso a puestos de naturaleza pública se realizará en función de los méritos, cualificaciones y logros profesionales. Sin embargo, cuando existen varios candidatos para una misma plaza, la autoridad pública elegirá de forma discrecional al candidato idóneo.

### Estados Unidos
Bajo los auspicios del Presidente Ulysses S. Grant se constituyó en 1871 en Estados Unidos una Comisión de Servicio Público que presentó sus conclusiones en 1874, en las que proponía la introducción de un examen de méritos a los candidatos que pretendiesen servir al Gobierno Federal. Este informe se tradujo en la Ley Pendleton, de 1883, que adoptaba de la legislación británica el concepto de exámenes competitivos (oposiciones) así como  un mandato de neutralidad, si bien no garantizaba la inamovilidad en el empleo. Un siglo más tarde, bajo el mandato de Richard Nixon se garantizaba a los funcionarios la posibilidad de recurrir un eventual despido ante una instancia superior. La Ley de Reforma del Servicio Público (1978) de Jimmy Carter (Civil Service Reform Act) adjudicó esa labor a la Mesa de Protección del Sistema de Mérito (Merit Systems Protection Board), y se le ha criticado no flexibilizar lo suficiente el despido de empleados públicos por razón de sus malos resultados en el ejercicio de sus funciones.